# Рокленд (округ Манітовок, Вісконсин)
Рокленд (англ. Rockland) — місто (англ. town) в США, в окрузі Манітовок штату Вісконсин. Населення — 995 осіб (2020).

## Демографія
Згідно з переписом 2010 року, у місті мешкала 1001 особа в 357 домогосподарствах у складі 289 родин. Було 403 помешкання
Расовий склад населення:
| - 97,6 % — білих - 1,3 % — азіатів - 0,7 % — корінних американців |

До двох чи більше рас належало 0,4 %. Частка іспаномовних становила 0,7 % від усіх жителів.
За віковим діапазоном населення розподілялося таким чином: 25,8 % — особи молодші 18 років, 61,8 % — особи у віці 18—64 років, 12,4 % — особи у віці 65 років та старші. Медіана віку мешканця становила 40,1 року. На 100 осіб жіночої статі у місті припадало 111,6 чоловіків;  на 100 жінок у віці від 18 років та старших — 113,5 чоловіків також старших 18 років.
Середній дохід на одне домашнє господарство  становив 81 419 доларів США (медіана — 65 795), а середній дохід на одну сім'ю — 86 519 доларів (медіана — 68 438). Медіана доходів становила 50 987 доларів для чоловіків та 35 417 доларів для жінок. За межею бідності перебувало 7,2 % осіб, у тому числі 19,3 % дітей у віці до 18 років та 3,3 % осіб у віці 65 років та старших.
Цивільне працевлаштоване населення становило 641 особа. Основні галузі зайнятості: виробництво — 26,5 %, освіта, охорона здоров'я та соціальна допомога — 16,4 %, будівництво — 13,7 %.